# Hörup, Schleswig-Holstein
Hörup, Schleswig-Holstein (danska: Hørup) är en kommun och ort i Kreis Schleswig-Flensburg i förbundslandet Schleswig-Holstein i Tyskland.
Kommunen ingår i kommunalförbundet Amt Schafflund tillsammans med ytterligare 12 kommuner.